# Mathías Silvera
Mathías Emanuel Silvera Almeida, noto semplicemente come Mathías Silvera (Montevideo, 20 marzo 1999), è un calciatore uruguaiano, difensore del Chaco For Ever.

## Caratteristiche tecniche
È un terzino sinistro.

## Carriera
Cresciuto nel settore giovanile del Cerro, ha esordito in prima squadra l'8 agosto 2020 disputando l'incontro di Primera División Profesional vinto 1-0 contro il Plaza Colonia.